# خافيير فراغوسو
خافيير فراغوسو (بالإسبانية: Javier Fragoso)‏ (مواليد 19 أبريل 1942) هو لاعب كرة قدم. يلعب مع منتخب المكسيك لكرة القدم. سبق له أن لعب في كأس العالم لكرة القدم مع منتخب بلاده.

## روابط خارجية
- خافيير فراغوسو على موقع الاتحاد الدولي (مؤرشف)  (الإنجليزية)
- خافيير فراغوسو على موقع قاعدة بيانات كرة القدم.إي يو (الإنجليزية)
- خافيير فراغوسو على موقع ناشيونال فوتبول تيمز (الإنجليزية)
- خافيير فراغوسو على موقع أوليمبيديا (الإنجليزية)